# Video CD
|  | No s'ha de confondre amb CD Video. |

Video CD, també conegut com a Compact Disc Digital Video o VCD és un format estàndard per a emmagatzematge de vídeo en un disc compacte. Video CDs es poden reproduir en ordinadors personals, quan tenen un lector i molts reproductors de DVD. Molt ordenadors ja no tenen lector integrat, en aquest cal un lector exterior. L'estàndard VCD va ser creat el 1993 per un consorci d'empreses electròniques del Japó, i és conegut com l'estàndard del Llibre Blanc.

## Característiques tècniques
La resolució de pantalla d'un VCD és de 352×240 píxels per al format NTSC o de 352×288 píxels per al format PAL, aproximadament la quarta part de la resolució normal de televisió. El vídeo i l'àudio d'un VCD es codifica en format MPEG-1; el vídeo s'emmagatzema a una taxa de 1150 kilobits per segon, l'àudio a 224 kbit/s. En general, la qualitat és comparable a la del format VHS, encara que els efectes de la compressió poden ser apreciables en alguns casos. Ja que la taxa de bits conjunta (1374 kbit/s) és similar a la taxa de bits d'un CD d'àudio normal, la durada del vídeo que pot ser emmagatzemat és similar a la del CD d'àudio: un CD estàndard de 74 minuts pot emmagatzemar aproximadament 74 minuts de vídeo en format VCD.
Un estàndard millorat, Super Video CD (SVCD), empra compressió MPEG-2 i una taxa de compressió variable per a obtenir una millor qualitat de reproducció.

## Implantació
Encara que mai es va arribar a imposar als Estats Units o Europa, els VCDs comercials van ser molt populars a Àsia a causa del baix preu dels reproductors, la gran tolerància a la humitat (un problema greu dels VHS i similars) i el menor cost del suport. De fet, el menor cost va provocar un auge de la pirateria en aquestes zones, el que explicaria per quines la indústria mai va tractar d'imposar-los a Europa i els Estats Units. Per l'arribada del CDs gravable i de reproductors de baix preu que accepten el format VCD es van popularitzar molt ràpidament. Si bé això últim és cert amb els CDs comercials, no tots els reproductors de DVD poden llegir un CD-R, pel que els VCD creats amb gravadors casolans de vegades són incompatibles amb alguns reproductors. Això és un problema que impedeix als usuaris distribuir VCDs casolans. El DVD va reemplaçar en poc de temps el VCD que ofereix una millor qualitat d'imatge i so, per la capacitat d'emmagatzematge més grossa. No obstant això, el VCD té encara alguns punts al seu favor: Al contrari que els DVDs, els VCDs no tenen codi de regió, el que implica que poden ser reproduïts en qualsevol màquina (compatible) del món, i són molt més barats que els DVDs.

## Variants dels VCD
El sistema CVCD és una variant no estàndard del Video CD que permet utilitzar un bitrate variable (VBR) per a codificar una pel·lícula, pel que és possible comprimir hora i mitja de vídeo en un CD-R de 80 minuts. Això permet l'ús d'aquest format per a còpies de seguretat, enregistraments domèstics, etc.
Així mateix existeixen altres formats de VCD no convencionals com els anomenats KVCD que utilitza un bitrate variable però amb un algorisme de compressió més optimitzats (i-p-b) amb el que s'aconsegueixen pel·lícules de fins a 120 minuts amb qualitat superior al VCD estàndard, fins i tot amb majors resolucions. Per exemple, una resolució de 352x576 en format PAL o 320x480 en NTSC.
El DVCD o Double VCD està dissenyat per a esprémer el màxim rendiment d'un CD. És un CD no estàndard gravat més enllà de la seva capacitat nadiua per a incloure fins a 100 minuts de vídeo. Aquest format és molt popular a la Xina (encara que pot trobar-se rarament fora d'aquest país). No obstant això, algunes unitats de CD-ROM i reproductors tenen problemes per a llegir aquests discos, en la seva majoria degut al fet que la franja de separació està fora de les especificacions i el làser de la unitat no està en condicions de llegir aquestes pistes. El logotip de DVCD pot ser confós fàcilment amb el de DVD. La lletra 'C' apareix més estreta que la resta, però falta el dibuix del disc sota les lletres.
També existeix a la Xina un format anomenat CVD (China Video Disc) utilitzat per a retransmissions de televisió com en la venda de pel·lícules. El format és MPEG-2 amb bitarate variable, amb quatre pistes possibles d'àudio i amb una resolució 352x576 i àudio des de 64 a 384 kbps. Aquest sistema és utilitzat a la Xina perquè és uns dels pocs països del món que no va voler pagar per la llicència de DVD, i va promoure un format nou que cobrís les seves necessitats.
No obstant això, hi ha altres sistemes de compressió MPEG-4 més eficaços, com Xvid o DivX, que en menys espai permeten una millor qualitat d'imatge i so. El MPEG-4 és el còdec que s'utilitza per als nous formats Blu-Ray i HD-DVD.